# كي كي (ألاداغ)
کي کي (بالفارسية: کی‌کی) هي قرية تقع في إيران في قسم ألاداغ الريفي. يقدر عدد سكانها بـ 259 نسمة بحسب إحصاء 2016.